# اندیس فلدسپات چال گنبد
فلدسپات چال گنبد یک اندیس غیرفلزی است که در حوالی شهر کهک استان قم قرار دارد و مادهٔ معدنی موجود در آن، فلدسپات است.سنگ میزبان این اندیس گدازهای بازالتی است و دیرینگی آن به دوران ائوبالائی می‌رسد. در این اندیس، پاراژنز‌های کوارتز و کانیهای اپاک یافت می‌شوند.